# Cerro Julina
Cerro Julina är ett berg i Bolivia.   Det ligger i departementet Potosí, i den sydvästra delen av landet, 300 km sydväst om huvudstaden Sucre. Toppen på Cerro Julina är 5 142 meter över havet.
Terrängen runt Cerro Julina är huvudsakligen kuperad, men norrut är den bergig. Trakten runt Cerro Julina är nära nog obefolkad, med mindre än två invånare per kvadratkilometer.. 
Omgivningarna runt Cerro Julina är i huvudsak ett öppet busklandskap.